# Mavra de pe Ceahlău
Mavra de pe Ceahlău (n. sec. al XVII-lea – d. sec. al XVIII-lea) a fost o schimonahie română, care a trăit în sec. al XVIII-lea în Muntele Ceahlău.
A fost canonizată ca sfântă de Sfântul Sinod al Bisericii Ortodoxe Române în ședința sa din 1 iulie 2025, cu titulatura „Sfânta Cuvioasă Mavra de pe Ceahlău” și prăznuirea în ziua de 4 mai.

## Biografie
Cuvioasa Mavra s-a născut, cel mai probabil la sfârșitul secolului al XVII-lea într-un sat de pe Valea Bistriței primind la botez numele Maria.
La vârsta căsătoriei a hotărât să urmeze lui Hristos, alegând viețuirea monahală. A intrat în obștea de maici a Schitului Silvestru, în sihăstria numită „Schitișor”. Schitul Silvestru s-a numit astfel după întemeietorul său, ieroschimonahul Silvestru, unul dintre cei mai vechi sihaștrii din Ceahlău, tuns în monahism la Mănăstirea Neamț. Acestă sihăstrie este cunoscută în prezent ca Schitul Hangu, o denumire mai veche fiind și Mănăstirea Pionul, după un alt cunoscut nevoitor care a viețuit aici, sihastrului Peon.
În obștea de maici a „Schitișorului”, Maria a fost tunsă în monahism cu numele Mavra. După mai mulți ani petrecuți în ascultare, nevoințe și rugăciune, dorind mai multă isihie și-a făcut în apropiere o chiliuță din lemn și pământ. A dus o viață aspră, pustnicească dar a rămas în memoria localnicilor mai ales printr-o imagine delicată, așa cum fusese văzută de ei, mergând pe potecile muntelui însoțită de o căprioară. Între sihaștrii români doar Sfânta Teodora de la Sihla mai este cunoscută ca fiind slujită de păsările cerului care îi aduceau firmituri de pâine din trapeza Mănăstirii Sihăstria.
De la „Schitișor” s-a retras la poalele Ceahlăului, în poiana Ponoare, urmată fiind de câteva ucenice. În această poiană însorită ele și-au făcut, cu ajutorul credincioșilor de prin satele din împrejur, o bisericuță de lemn cu hramul Schimbarea la Față și mai multe chilii pustnicești. Toponimia locală păstrează amintirea de obștei lor sihăstrești, astăzi dispărută, locul nevoinței lor numindu-se Poiana Maicilor.

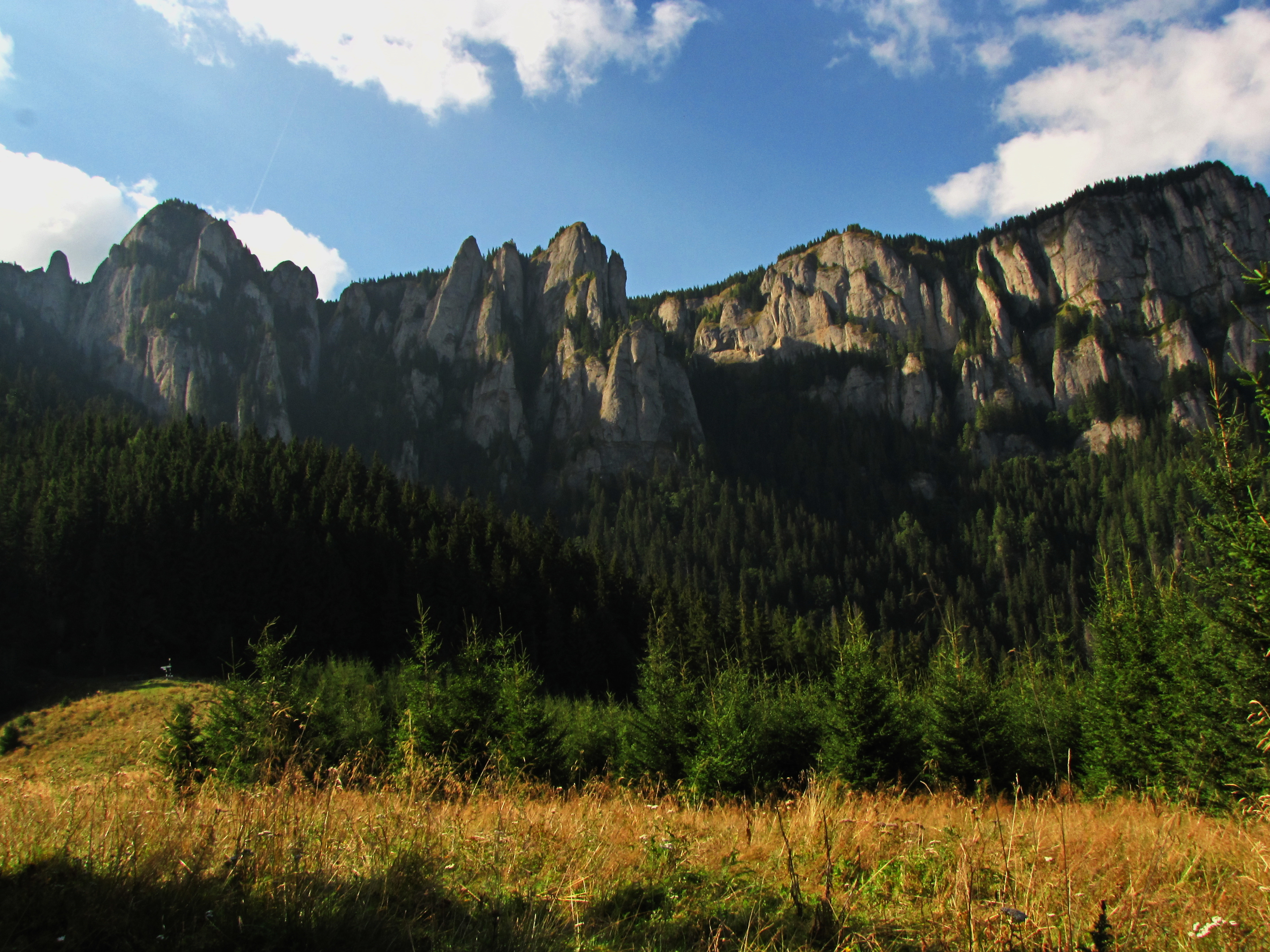
Poiana Maicilor

|  | Moaștele ei, ca și ale atâtor nevoitoare, se află tăinuite aici în Poiana Maicilor până la sfârșitul veacurilor, iar sufletul ei se desfătează cu ceata sfinților în cer | — Arhimandrit Ioanichie Bălan |

### Condacul 1 al Acatistului Cuvioasei Mavra de la Ceahlău
„Astăzi să ne adunăm toți credincioșii cu laude să cinstim pe Cuvioasa Mavra de la Ceahlău, care în grădina cea cu multe și neștiute flori, în Sfântul Munte al neamului nostru românesc a răsărit ca o mlădiță mult roditoare; și cu evlavie să rugăm pe Dumnezeu să ne dăruiască pricepere a cânta: Bucură-te, Cuvioasă Mavra, a lui Hristos aleasă nevoitoare!”—Acatistul Cuvioasei Mavra de la Ceahlău, Tipografia Docuprint, cu binecuvântarea PS Galaction, Episcopul Alexandriei și Teleormanului
Traseul turistic spre Poiana Maicilor (1321m), marcat cu bandă roșie, pornește din Izvorul Muntelui, urmând pârâul cu același nume, apoi Pârâul Maicii, care primește alt pârâiaș ce coboară din Jgheabul Armenilor, continuă pe Bâtca Popii și iese într-o șa ce separă Piciorul Maicilor de Bâtca Popii. O altă variantă este traseul marcat cu cruce albastră ce pleacă din Neagra prin Poiana Văratec și duce prin Ocolașul Mic spre cabana Dochia.